# Empis vina
Empis vina är en tvåvingeart som beskrevs av Smith 1971. Empis vina ingår i släktet Empis och familjen dansflugor. Inga underarter finns listade i Catalogue of Life.